# For What It's Worth
"For What It's Worth" – pierwszy oficjalny singel szóstego albumu studyjnego grupy Placebo zatytułowanego "Battle for the Sun".

## Wydanie
Singel został wydany 20 kwietnia 2009 roku. Podobnie do albumu "Battle for the Sun" jego premiera odbyła się w programie Zane Lowe's w BBC Radio 1. "For What It's Worth" zawiera cover utworu Nika Kershawa "Wouldn't It Be Good" w wykonaniu grupy Placebo.
Teledysk do utworu "For What It's Worth" został zaprezentowany 21 kwietnia 2009 roku na profilu zespołu na portalu MySpace. Singiel został udostępniony w USA i Wielkiej Brytanii 5 maja w formie digital download.

## Oceny
Singiel zadebiutował na liście UK Singles Chart na #97 pozycji po opublikowaniu w serwisie iTunes. Został nominowany do nagrody tygodnika Kerrang! w kategorii najlepszego singla.

## Lista utworów
CD
1. "For What It's Worth"
2. "Wouldn't It Be Good" (Nik Kershaw cover)
3. "For What It's Worth" (wersja demonstracyjna)

7"
1. "For What It's Worth"
2. "Wouldn't It Be Good" (Nik Kershaw cover)

## Listy przebojów
| Państwo         | Lista                                                 | Najwyższa pozycja |
| --------------- | ----------------------------------------------------- | ----------------- |
| Wielka Brytania | UK Singles Chart                                      | 97                |
| Wielka Brytania | UK Indie Chart                                        | 2                 |
| Austria         | Ö3 Austria Top 40                                     | 24                |
| Belgia          | Ultratop 50                                           | 23                |
| Francja         | French Airplay Chart                                  | 25                |
| Portugalia      | International Federation of the Phonographic Industry | 42                |
| Szwajcaria      | Schweizer Hitparade                                   | 33                |
| Polska          | Polskie Radio                                         | 3                 |